# Dufourea bytinskii
Dufourea bytinskii is een vliesvleugelig insect uit de familie Halictidae. De wetenschappelijke naam van de soort is voor het eerst geldig gepubliceerd in 1999 door Ebmer.